# Aragonien
Aragonien oder Aragon (spanisch und aragonesisch Aragón, katalanisch Aragó) ist eine autonome Gemeinschaft im Nordosten Spaniens. Sie grenzt im Norden auf dem Hauptkamm der Pyrenäen an Frankreich, im Osten an Katalonien, im Südosten an Valencia und im Westen an Kastilien-La Mancha, Kastilien und León, La Rioja sowie Navarra. Hauptstadt ist Saragossa.
Das Gebiet der heutigen autonomen Gemeinschaft entspricht dem früheren Königreich Aragonien im engeren Sinne, das seinen Namen wiederum dem Fluss Aragón verdankte.

## Geographie
Der Norden Aragoniens wird von den Pyrenäen geprägt, deren Hauptkamm auf der gesamten Länge die Nordgrenze der autonomen Gemeinschaft bildet.
Durch die Ebene des zentralen Aragoniens verläuft der Mittellauf des Ebro, zu dessen Einzugsbereich der größte Teil der Region gehört.
Im Süden der Region liegen Teile des Iberischen Randgebirges.
Mit 47.698 km² Landfläche ist Aragonien etwa so groß wie Estland oder die Slowakei. Es erstreckt sich damit über 9,4 % der spanischen Landmasse, aber mit einer Bevölkerungsdichte von 28 Einwohnern pro Quadratkilometer leben hier nur 2,9 % der Einwohner Spaniens.

### Flüsse
Weitere bedeutende Flüsse in der Region neben dem Ebro sind der Aragón, der Gállego und der Segre (alle drei linke Nebenflüsse des Ebro), der Cinca (ein Nebenfluss des Segre), der Jalón (ein rechter Nebenfluss des Ebro), der Jiloca (ein Nebenfluss des Jalón) sowie der Mijares und der Turia, die vom Süden Aragoniens aus durch die Region Valencia direkt ins Mittelmeer fließen.

## Bevölkerung
Aragonien gehört zu den am dünnsten besiedelten Regionen Spaniens. Die einzige Großstadt ist die Hauptstadt Saragossa, in der etwa die Hälfte der Einwohner der Region lebt.

### Sprachen

Sprachen in der Region Aragón

Neben dem Spanischen wird in einigen Tälern der Pyrenäen noch die autochthone aragonesische Sprache gesprochen, die sich vom aragonesischen Dialekt des Spanischen abhebt. Zudem wird in einigen Bezirken im Osten Aragoniens längs der Grenze zu Katalonien (der Franja de Aragón) Katalanisch gesprochen. Amtssprache ist aber allein Spanisch; Aragonesisch und Katalanisch haben diesen Status nicht.

### Größte Städte
| - Saragossa (span. Zaragoza) (686.986) - Huesca (54.704) - Teruel (36.713) - Calatayud (19.850) - Utebo (19.022) - Monzón (18.152) - Barbastro (17.558) - Ejea de los Caballeros (17.133) | - Alcañiz (16.247) - Fraga (15.390) - Cuarte de Huerva (15.112) - Jaca (13.883) - Tarazona (10.803) - Caspe (10.432) - Binéfar (10.118) |

## Politische Gliederung
Aragonien ist in drei Provinzen mit insgesamt 731 Gemeinden (municipios) unterteilt:
| Flagge                       | Provinz          | Hauptstadt       | Cod INE          | Anzahl Comarcas | Anzahl Gerichts- bezirke | Anzahl Gemeinden | Einwohner (2024) | Fläche (km²) | Dichte (Einw./km²) |
| ---------------------------- | ---------------- | ---------------- | ---------------- | --------------- | ------------------------ | ---------------- | ---------------- | ------------ | ------------------ |
| Flagge der Provinz Huesca    | Huesca           | Huesca           | 22000            | 10              | 6                        | 202              | 228,634          | 15.636,74    | 15                 |
| Flagge der Provinz Saragossa | Saragossa        | Saragossa        | 50000            | 17              | 7                        | 293              | 983,539          | 17.275,24    | 57                 |
| Flagge der Provinz Teruel    | Teruel           | Teruel           | 44000            | 10              | 3                        | 236              | 135,661          | 14.809,24    | 9                  |
| Gesamt Aragonien             | Gesamt Aragonien | Gesamt Aragonien | Gesamt Aragonien | 33              | 16                       | 731              | 1,347,834        | 47.721,22    | 28                 |

|  |  |

## Geschichte

### Antike
Das Gebiet gehörte seit 201 v. Chr. zur römischen Provinz Tarraconensis und wurde um 415 westgotisch.

### Mittelalter

#### Grafschaft Aragón
Nach einer kurzen Periode maurischer Herrschaft wurden Teile des Gebietes 812 fränkisch. Die vom Emirat von Córdoba unabhängige und eng mit dem karolingischen Reich verbundene Grafschaft entwickelte sich unter dem ersten Grafen Aznar I. Galíndez (um 809 bis 820). Unter der Führung von García Galíndez dem Bösen (um 820 bis 844) befreite sich die Grafschaft von der fränkischen Vormundschaft.
Das Gebiet der Grafschaft Aragón umfasste zunächst die Täler von Hecho, Canfranc, Borau, Aísa und Araguás und bald auch die von Ansó und Acumuer.
Unter dem Grafen Galindo I. Aznárez (um 844 bis 867) kam die Grafschaft unter die Oberlehnsherrschaft der Könige von Pamplona. Deshalb heiratete Aznar II. Galíndez (um 867 bis 893) wohl auch Onneca Garcés von Pamplona. Ein Sohn aus dieser Ehe, Graf Galindo II. Aznárez (893–922), versuchte mit Hilfe der Muslime von Huesca, der Grafen der Gascogne und der Grafen von Ribagorza sich dem Einfluss des Königreichs Navarra zu entziehen. Die Heirat mit Sancha Garcés aus der königlichen Familie von Navarra zeigt die Vergeblichkeit dieses Versuchs. Die immer enger werdende Verbindung der Grafschaft Aragón mit dem Königreich Navarra zeigt sich durch die Heirat seiner Erbin Andregoto Galíndez (922–970) mit dem König von Navarra García I., der ihr Cousin war. Dadurch wurden Aragón und Navarra vereinigt, obwohl die Grafschaft Aragón ihre politische und administrative Einheit bewahrte. Sie wurde als Lehen von einem Grafen aus dem Haus Navarra verwaltet.

#### Königreich Aragón (1035)

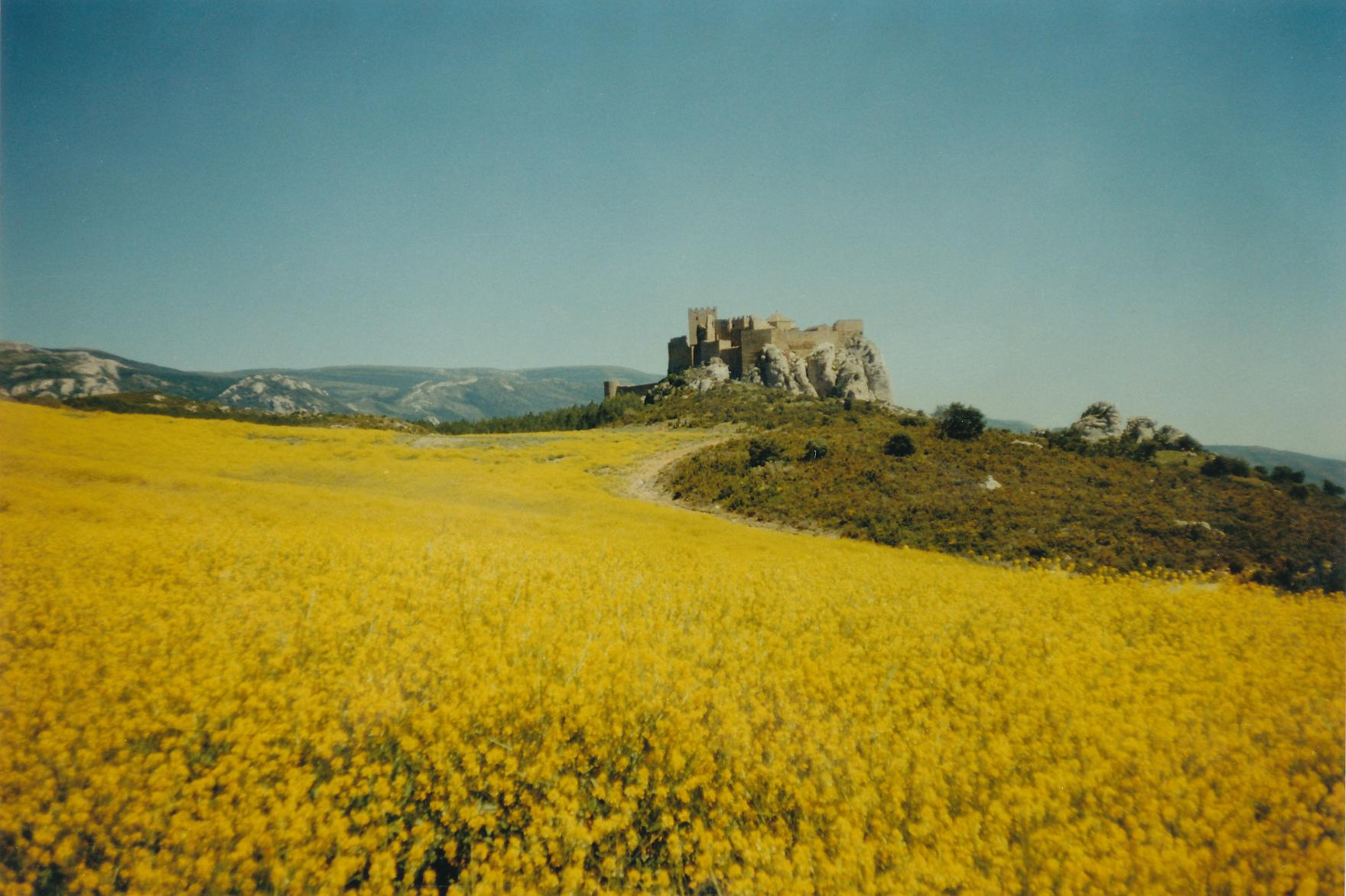
Castillo de Loarre, erbaut im 11. Jahrhundert auf Befehl des Königs Sancho Ramírez

Nach dem Tod Sanchos III. im Jahr 1035 erbte dessen Sohn Ramiro I. Aragonien, das damit zum selbständigen Königreich wurde. Ramiro erweiterte sein Herrschaftsgebiet, das zuvor auf die Jacetania beschränkt war, durch den Erwerb von Ribagorza und Sobrarbe sowie durch erfolgreiche Kämpfe gegen die Mauren.
Seine Nachfolger Sancho Ramírez (1063–1094) und Peter I. (1094–1104) setzten den Krieg gegen die Mauren mit Erfolg fort. Ein Heer unter Alfons I. (1104–1134) eroberte 1118 Saragossa und erhob es zur Hauptstadt Aragoniens.
Das Testament Alfons I., in dem er das Land geistlichen Ritterorden vermachte, wurde von den Ständen Aragoniens nicht anerkannt. Sein Bruder Ramiro II., der Mönch, der zu diesem Zeitpunkt Bischof von Roda-Barbastro war, wurde 1134 zum König erhoben. Dieser heiratete darauf Inés von Poitou, eine adlige französische Witwe, die am 11. August 1136 eine Tochter, Petronella gebar. 1137 regelte Ramiro II. die Thronfolge dahingehend, dass er Petronella mit dem Grafen Raimund Berengar IV. von Barcelona verlobte (die Ehe wurde erst 1150 geschlossen, als Petronella 14 Jahre alt war). Wenig später wurde Petronella Königin, während Raimund Berengar IV. als Graf von Barcelona und Prinz von Aragonien regierte, was die Vereinigung Aragoniens mit Katalonien vorbereitete. Ramiro II. zog sich in ein Kloster zurück.

#### Vereinigung mit Katalonien zur Krone von Aragonien 1162/64
Petronellas und Raimund Berengars Sohn Alfons II. (* 1157) übernahm 1162 als Graf Alfons I. die Herrschaft in Katalonien und nach der Abdankung seiner Mutter 1164 die Königskrone von Aragonien, die daraufhin mit Katalonien vereint blieb. Die so entstandene Staatsgemeinschaft, die neben dem eigentlichen Aragonien auch Katalonien umfasste und sich später auf einen großen Teil des Mittelmeerraumes ausdehnte, ist als Krone von Aragonien (spanisch Corona de Aragón, katalanisch Corona d’Aragó) bekannt.
Innerhalb dieser Staatsgemeinschaft behielten die einzelnen Teilgebiete – das Königreich Aragonien im engeren Sinne, Katalonien sowie später auch das Königreich Valencia und weitere Gebiete – ihre innere Selbständigkeit, lediglich auf außenpolitischem Gebiet waren sie unter einem gemeinsamen Monarchen vereint.
Die Krone Aragonien wurde so zum zweiten wichtigen christlichen Reich in Spanien neben Kastilien. Peter II. (reg. 1196–1213) nahm seine Krone vom Papst zu Lehen. Jakob I. (reg. 1213–1276) erließ eine Verfassung für Aragonien und beabsichtigte die Teilung des Landes unter seinen Söhnen. Diese kam aber nicht zustande: der älteste Sohn Peter III. (reg. 1276–1285) zwang seinem Bruder Jakob II., der die Balearen, Roussillon, Cerdanya etc. bekommen hatte, die Lehnspflichtigkeit auf.
Peter III. erwarb 1282 Sizilien, wurde aber infolgedessen in einen Krieg mit Frankreich verwickelt. Als er deshalb und aus anderen Gründen drückende Steuern beschloss, traten die Stände von Aragonien 1283 zusammen, um ihre alten Freiheiten zu verteidigen. Sie zwangen dem König das Generalprivilegium von Saragossa ab, das, später noch erweitert, die königliche Gewalt deutlich einschränkte. 1285 folgte Peters ältester Sohn Alfons III. (reg. 1285–1291) in den spanischen Reichen nach, während der jüngere, Jakob, in Sizilien nachfolgte. Alfons setzte seinen Onkel Jakob II. auf Mallorca ab und geriet mit Kastilien und Frankreich in langwierige kriegerische Auseinandersetzungen, während die aragonischen Stände ihre Macht erweitern konnten.
Nach Alfons’ kinderlosem Tod folgte ihm sein Bruder Jakob II. (reg. 1291–1327), der Sardinien als päpstliches Lehen erwarb und 1319 die Unteilbarkeit des spanischen Reichs festsetzte. Dennoch behielten Aragonien, Katalonien und Valencia eigene Cortes.
Auf Jakob II. folgte sein Sohn Alfons IV. (reg. 1327–1336), der gegen die Genuesen und gemeinsam mit seinem Schwiegervater Alfons XI. von Kastilien erfolgreich gegen die Mauren kämpfte. Sein Nachfolger Peter IV. (1336–1387) beendete den Krieg mit Genua, der den Handel Aragoniens stark beeinträchtigt hatte. Er vereinigte Mallorca (1344) wieder mit Aragonien, verlor dagegen Sardinien, wo vor allem das Judikat Arborea kämpferischen Widerstand leistete, teilweise. Während seiner Kämpfe mit Kastilien und unzufriedenen Brüdern gewannen die Cortes immer größere Unabhängigkeit. 1348 siegte Peter IV. jedoch bei Épila gegen aufständische Adlige und erreichte damit eine erneute Festigung seiner königliche Gewalt.
Sein Sohn Johann I. (reg. 1387–1396) verlor ganz Sardinien an Eleonora di Arborea. Nach Johanns und seines Bruders Martin I. (reg. 1396–1410) kinderlosem Tod entstanden in Aragonien infolge des Auftretens verschiedener Prätendenten heftige Thronstreitigkeiten (Interregno aragonés), aus denen endlich durch den Spruch gemischter Schiedsrichter, dem Kompromiss von Caspe, der Infant Ferdinand von Kastilien, ein Neffe Johanns, als König hervorging, der als Ferdinand I. (1412–16) regierte. Er wirkte eifrig mit zur Beseitigung des großen kirchlichen Schismas.
Auf Ferdinand I. folgte sein Sohn Alfons V. (1416–58). Er überließ die Regierung weitgehend seiner Gemahlin María von Kastilien und seinem Bruder Johann, während er selbst Kriege führte. Er vereinigte Neapel und Sizilien mit Aragonien, hinterließ aber nur einen natürlichen, vom Papst legitimierten Sohn, Ferdinand, welcher ihm in Neapel auf den Thron folgte.
Die spanischen Reiche nebst Sardinien und Sizilien und den Balearen erbte Johann II. (reg. 1458–1479), Alfons’ Bruder, der durch seine Ehefrau Blanca auch König von Navarra war. Johanns Regierung war hart und willkürlich, gegen seine eigenen Untertanen erbat er die Hilfe Frankreichs und bezahlte sie durch Abtretung Roussillons und Perpignans. Er starb 1479.

#### Die Katholischen Könige und die Vereinigung mit Kastilien
Auf Johann III. folgte 1479 sein Sohn Ferdinand II., seit 1469 Gemahl Isabellas, der Thronerbin von Kastilien, wodurch beide Kronen erstmals in Personalunion vereint waren.

#### Mittelalterliche Verfassungsgeschichte

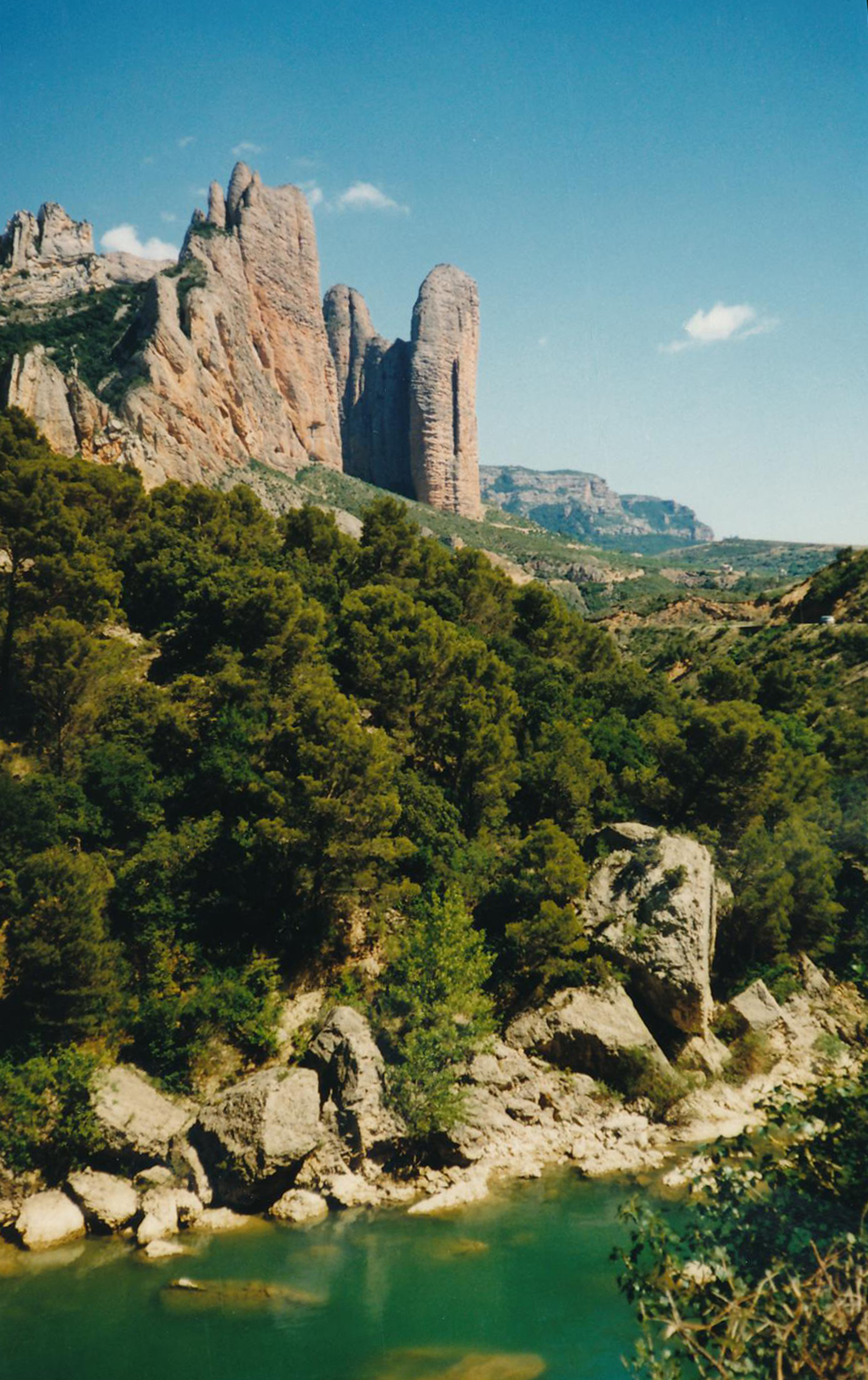
Felsformation Mallos de Riglos

Von besonderem Interesse ist die Verfassungsgeschichte Aragoniens, wo sich das freie Bürgertum in Spanien zuerst ausgebildet hat. Schon 1118 bekamen die Bürger Saragossas alle Rechte geborener Hidalgos, und 1136 beratschlagten Abgeordnete der aragonischen Gemeinden auf der Ständeversammlung der Cortes mit geistlichen und weltlichen Lehnsherren über Steuern und Landesordnungen.
Fortan waren die Städte Aragoniens und Kataloniens besonders auf Erhaltung der ständischen Privilegien und Freiheiten bedacht. Die Cortes von Aragonien, gleichzeitig besucht von den Vertretern des in eine höhere (ricos hombres) und niedere (infanzones, caballeros, hidalgos) Klasse gesonderten Adels und des Klerus, verfügten über Krieg und Frieden, Bündnisse und Verträge, Steuern, Münzen, alte und neue Gesetze und Urteilssprüche der unteren Gerichtshöfe.
König Alfons III. musste die jährliche Berufung der Cortes nach Saragossa im Jahre 1287 als Grundgesetz anerkennen und denselben das Recht des pflicht- und verfassungsmäßigen Widerstands gegen willkürliche Verletzung der ständischen Mitglieder einräumen. Er war sogar gezwungen anzuerkennen, dass, wenn der König sich der Gewaltherrschaft schuldig mache, alle Bewohner Spaniens vom 14. bis zum 60. Jahr gemeinsam zum Sturz des Königs die Waffen ergreifen sollten.
Peter IV. erzwang 1348 die Aufhebung dieser Satzungen, bewilligte aber die Einsetzung eines Vermittlers des Justicia de Aragón, der, zwischen Monarch und Volk stehend, die Rechte des letzteren gegen Übergriffe der ersteren schützen und in Streitigkeiten zwischen der Krone und den Ständen entscheiden sollte. Diese Person wurde vom König aus der Ritterschaft auf Lebenszeit bestimmt. Er war lediglich den Cortes gegenüber zur Rechenschaft verpflichtet.
Die allgemeinen Reichsstände der Krone Aragonien, die anfangs jährlich, seit 1307 alle zwei Jahre von den Abgeordneten Aragoniens, Kataloniens und Valencias gebildet wurden, bestanden aus den vier Abteilungen (brazos ‚Arme‘ bzw. estamentes ‚Bänke‘) der Geistlichkeit, des hohen (brazo de nobles) und niederen Adels (brazo de caballeros e hidalgos) und der Stadtgemeinden (brazo de universidades). Für die Gültigkeit eines Beschlusses der Cortes war Einstimmigkeit der Krone und aller Mitglieder notwendig. Ein ständiger Ausschuss von acht Mitgliedern blieb zur Wahrung der Volksrechte stets zusammen.

### Neuzeit
Von 1485 bis 1699 wurde Aragón im Namen der spanischen Könige von eigenen Vizekönigen regiert. Es behielt seine alten inneren Institutionen und Freiheiten und verlor diese erst nach der Parteinahme für die österreichischen Habsburger im spanischen Erbfolgekrieg (1701–1714).
Während des Unabhängigkeitskrieges gegen Napoleon belagerten Truppen Napoleons Saragossa im Sommer 1808 erfolglos. Nach einer weiteren zweimonatigen Belagerung kapitulierte Saragossa am 20. Februar 1809.
In den drei Carlistenkriegen des 19. Jahrhunderts hielt Oberaragonien (in etwa das Gebiet der heutigen Provinz Huesca) entschieden zur Königin Maria Christina von Sizilien, Niederaragonien (in etwa die heutige Provinz Teruel) hielt dagegen zum Prätendenten Don Carlos.

### 20. Jahrhundert

#### Spanischer Bürgerkrieg
Im Spanischen Bürgerkrieg war vor allem das südliche Aragonien Schauplatz erbitterter Kämpfe, von denen die Schlacht von Belchite infolge einer republikanischen Offensive auf Saragossa im September und Oktober 1937 und die Schlacht von Teruel zwischen Dezember 1937 und Februar 1938 die bekanntesten sind.

#### Autonomie
Am 10. August 1982 unterzeichneten König Juan Carlos I. und Ministerpräsident Leopoldo Calvo-Sotelo das Gesetz, das die spanischen Cortes Generales verabschiedet hatten und in dem das Autonomiestatut für Aragonien enthalten war.
Das Autonomiestatut wurde mehrfach reformiert. Die letzte und umfangreichste Reform erfolgte im Jahre 2007 (Ley Orgánica 5/2007, de 20 de abril, de reforma del Estatuto de Autonomía de Aragón), seitdem enthält es auch einen Grundrechtsteil.

## Politik

### Parlament

Sitzverteilung im Regionalparlament und Regionalregierungen (seit 1983)

Seit dem Inkrafttreten des Autonomiestatuts im Jahre 1983 fanden acht Wahlen zum Regionalparlament (Cortes de Aragón) statt. Neben den spanienweit auftretenden Parteien (PSOE, PP und IU) sind auch zwei Regionalparteien von Bedeutung: die bürgerliche Partido Aragonés (PAR) und die linksorientierte Chunta Aragonesista (CHA).
Die Ergebnisse
St.-Ant. = Stimmenanteil, S = Sitze
| Wahlen | Wahlen | PSOE     | PSOE | PP       | PP | PAR      | PAR | CHA      | CHA | IU       | IU | CDS      | CDS | Podemos  | Podemos | C's      | C's | Sitze ges. |
| Wahlen | Wahlen | St.-Ant. | S    | St.-Ant. | S  | St.-Ant. | S   | St.-Ant. | S   | St.-Ant. | S  | St.-Ant. | S   | St.-Ant. | S       | St.-Ant. | S   | Sitze ges. |
| ------ | ------ | -------- | ---- | -------- | -- | -------- | --- | -------- | --- | -------- | -- | -------- | --- | -------- | ------- | -------- | --- | ---------- |
| I      | 1983   | 46,21 %  | 33   | 22,33 %  | 17 | 20,23 %  | 13  |          |     | 3,91 %   | 2  | 3,25 %   | 1   |          |         |          |     | 66         |
| II     | 1987   | 35,25 %  | 27   | 15,31 %  | 13 | 27,80 %  | 19  | 0,95 %   | 0   | 4,84 %   | 2  | 10,10 %  | 6   |          |         |          |     | 67         |
| III    | 1991   | 40,06 %  | 30   | 20,54 %  | 17 | 24,51 %  | 17  | 2,28 %   | 0   | 6,70 %   | 3  | 3,06 %   | 0   |          |         |          |     | 67         |
| IV     | 1995   | 25,56 %  | 19   | 37,28 %  | 27 | 20,31 %  | 14  | 4,82 %   | 2   | 9,15 %   | 5  |          |     |          |         |          |     | 67         |
| V      | 1999   | 30,59 %  | 23   | 37,94 %  | 28 | 13,16 %  | 10  | 10,97 %  | 5   | 3,81 %   | 1  |          |     |          |         |          |     | 67         |
| VI     | 2003   | 37,70 %  | 27   | 30,53 %  | 22 | 11,10 %  | 8   | 13,63 %  | 9   | 3,04 %   | 1  |          |     |          |         |          |     | 67         |
| VII    | 2007   | 41,03 %  | 30   | 31,09 %  | 23 | 12,12 %  | 9   | 8,17 %   | 4   | 4,12 %   | 1  |          |     |          |         |          |     | 67         |
| VIII   | 2011   | 28,50 %  | 22   | 36,88 %  | 30 | 11,40 %  | 7   | 6,64 %   | 4   | 5,68 %   | 4  |          |     |          |         |          |     | 67         |
| IX     | 2015   | 21,43 %  | 18   | 27,50 %  | 21 | 6,86 %   | 6   | 4,58 %   | 2   | 4,22 %   | 1  |          |     | 20,56    | 14      | 9,42     | 5   | 67         |

### Regierung
Die Regionalregierung wird als Gobierno de Aragón oder alternativ auch als Diputación General de Aragón bezeichnet. Ihr steht der Ministerpräsident (Presidente de Aragón) vor, der vom Parlament gewählt wird und die Minister (Consejeros) ernennt.
Vor den Wahlen 2011 hatte die PAR beschlossen, nicht in die Regierung einzutreten, wenn sie nicht mindestens acht Abgeordnetenmandate erringen würde, was nicht geschah (lediglich sieben Sitze). Allerdings schloss sie mit dem Wahlsieger, der konservativen PP, einen „Acuerdo de Gobernabilidad“ (Tolerierungsabkommen). So wurde die damalige Ministerpräsidentin Luisa Fernanda Rudi Úbeda mit den Stimmen der PP und der PAR gewählt. Die Regierung besteht aus Mitgliedern der PP und der Parteilosen, allerdings besetzt die PAR die Posten einiger Staatssekretäre (Directores Generales).
| Legislatur | Zeitraum  | Ministerpräsident           | Partei | Bemerkungen                                           |
| ---------- | --------- | --------------------------- | ------ | ----------------------------------------------------- |
| I          | 1983–1987 | Santiago Marraco Solana     | PSOE   | Minderheitsregierung                                  |
| II         | 1987–1991 | Hipólito Gómez de las Roces | PAR    | Koalition PAR/AP                                      |
| III        | 1991–1993 | Emilio Eiroa García         | PAR    | Koalition PAR/PP                                      |
| III        | 1993–1995 | José Marco Berges           | PSOE   | Minderheitsregierung                                  |
| III        | 1995      | Ramón Tejedor Sanz          | PSOE   | Minderheitsregierung                                  |
| IV         | 1995–1999 | Santiago Lanzuela Marina    | PP     | Koalition PP/PAR                                      |
| V          | 1999–2003 | Marcelino Iglesias Ricou    | PSOE   | Koalition PSOE/PAR                                    |
| VI         | 2003–2007 | Marcelino Iglesias Ricou    | PSOE   | Koalition PSOE/PAR                                    |
| VII        | 2007–2011 | Marcelino Iglesias Ricou    | PSOE   | Koalition PSOE/PAR                                    |
| VIII       | 2011–2015 | Luisa Fernanda Rudi Úbeda   | PP     | anfangs Minderheitsregierung, danach Koalition PP/PAR |
| VII        | 2015–     | Javier Lambán               | PSOE   | unterstützt von Podemos, CHA und IU                   |

## Wirtschaft
2012 lag das Bruttoinlandsprodukt von Aragonien bei 33,5 Mrd. Euro beziehungsweise bei 25.540 Euro pro Einwohner. 58 % des BIP wurden vom Dienstleistungssektor erwirtschaftet, 38 % vom Sekundärsektor und 4 % vom Primärsektor. Insgesamt erwirtschaftete Aragonien nur etwa 3 % des gesamtspanischen BIP.
Die Exporte Aragoniens ins Ausland beliefen sich 2012 auf etwa 8,5 Mrd. Euro. Wichtigster Handelspartner war Deutschland und, aufgrund des in Figeruelas gelegenen Opel-Werks und der darum gelegenen Zulieferindustrie waren Autos und Autoteile das wichtigste Exportgut. Im Vergleich mit dem BIP pro Kopf der EU, ausgedrückt in Kaufkraftstandards, erreicht Aragonien einen Index von 99 (EU-27:100, Stand 2015).
Mit einem Wert von 0,889 erreicht Aragonien Platz 6 unter den 17 autonomen Gemeinschaften Spaniens im Index der menschlichen Entwicklung.
Die Arbeitslosenquote lag im Jahr 2017 bei 11,6 %, also unter dem spanischen Durchschnitt.

### Tourismus
Im Jahr 2011 zog Aragonien etwa 2,7 Mio. Besucher an. Der fehlende Zugang zum Meer macht die Provinz für ausländische Touristen zwar etwas weniger interessant als klassische Urlaubsziele in Spanien, dennoch gibt es auch hier interessante Ziele. Besondere Bedeutung für den Tourismus hat etwa der Wintersport: In den Pyrenäen gibt es mit den Komplexen von Formigal, Candanchú und Astún weit über 100 km befahrbare Skipisten und auch im Sommer sind Outdoor-Aktivitäten wie Wandern oder Klettern in den Bergen gefragt. Insgesamt gibt es in den aragonischen Pyrenäen vier Naturparks und einen Nationalpark, den Nationalpark Ordesa y Monte Perdido und Aragonien zählt auch zu den wenigen spanischen Provinzen, wo Wildwassersportarten wie Kajaking möglich sind.
Jenseits der Berge sind mittelalterliche Klöster für Touristen sehenswert, die oftmals auch über angeschlossene Weingüter verfügen und entsprechende Weinverkostungen anbieten. Zu den besonders besuchten Klöstern der Provinz zählen etwa das Monasterio de Veruela, das Monasterio de Piedra, Nuestra Señora de Rueda oder San Juan de la Peña.
Schließlich haben für die spanischen Touristen auch die Stadtfeste große Bedeutung. Hier ist in erster Linie das Patronatsfest zu Ehren Unserer Lieben Frau auf dem Pfeiler in Saragossa zu nennen, das um den 12. Oktober stattfindet. Weiterhin von Bedeutung ist das Stadtfest von Teruel, das in einer der ersten beiden Juliwochen stattfindet.